# Stylosanthes suborbiculata
Stylosanthes suborbiculata är en ärtväxtart som beskrevs av Emilio Chiovenda. Stylosanthes suborbiculata ingår i släktet Stylosanthes och familjen ärtväxter. Inga underarter finns listade i Catalogue of Life.